# Владимир Назор
Владимир Назор (Брач, 30. мај 1876 — Загреб, 19. јун 1949) био је хрватски и југословенски књижевник. Пред крај живота постао је председник НР Хрватске.

## Биографија
Рођен је у Бобовишћу, грађанску школу је завршио на острву Брачу, а гимназију у Сплиту. Студирао је природне науке, математику и физику у Грацу и Загребу. Дипломирао је 1902. године. Предавао је у Хрватској гимназији у Задру, а од 1903. до 1918. године у Истри, гдје је уједно и провео највише свог живота. Пензионисан је 1933. године у Загребу као управник дјечјег дома. Прво дјело му је било Славенске легенде (1900).
Године 1904, у Задру је објављено његово дјело Књига о хрватским краљевима, а у то вријеме је почео писати и Истарске приче. Коју годину касније објавио је Велог Јожу (1908) — дјело по коме ће Назорова проза бити препознатљива, а које је он сам сматрао неуспјелијим. Године 1916, објавио је неколико књига: Утва златокрила, Медвјед Брундо, Стоимена.
На изборима 1934. Назор се кривим политичким потезом изјаснио за такозвану Јевтићеву листу, те су му неко вријеме затворени ступци свих новина, часописа и врата свих издавача. Недуго послије тога, 1939. године, објавио је Пастира Лоду и Дедека Кајбумшчака.

## У партизанима
Иако у годинама и нарушеног здравља, године 1942. је с пјесником Иваном Гораном Ковачићем преко реке Купе отишао у партизане, о чему је извијестио чак и Радио Лондон.
Назор је почео водити дневник С партизанима, који се сматра једним од најупечатљивијих ратних дневника поред дневника Владимира Дедијера и Драгојла Дудића.
Јануара 1943. је у запаљеном српском селу крај Вргинмоста написао једну од најпотреснијих песама о страдањима Срба „Мајка православна“.

## Послије рата
Послије рата објавио је и Пјесме партизанске. У рату је био предсједник Извршног одбора ЗАВНОХ-а, а након рата и први предсједник хрватског Сабора. Као новопримљени академик, 1949. године је имао и свој посљедњи јавни наступ на којем је читао одломке из своје недовршене збирке У завичају. За педесет година плодног рада Назор је писао пјесме, приповијетке, приче за дјецу, путописе, романе, дневнике, расправе и преводио италијанске и њемачке пјеснике.
Његовим именом је названа највећа награда у Републици Хрватској „Награда Владимир Назор“, која се додјељује за најбоља умјетничка остварења на подручју књижевности, музике, филма, ликовних и примијењених умјетности, позоришне умјетности, као и архитектуре и урбанизма.
Основна школа у Ђурђину, код Суботице носи његово име.

## Критика
Назор је један од најплоднијих писаца у хрватској књижевности, аутор обимног дјела састављеног од различитих жанрова: пјесама, епова, новела, романа, дневничких записа, путописа, есеја, чланака, прича и игроказа за дјецу.
Првих двадесетак година његовог стваралаштва углавном се поклапају с раздобљем хрватске модерне и у том времену Назор је прешао пут од дилетантског пјесника у тражењу властитог пута, преко национално ангажованог поетског трибуна — понесеног митолошко-легендарним и историјским словенским мотивима (Славенске легенде, 1900; Живана, 1902; Књига о краљевима хрватскијем, 1904) те потребом за освјешћивањем и просвјећивањем истарског пука (поема Крвава кошуља, 1905) — преко пјесника дионизијске животне радости и пантеистичког заноса природом који се напаја на врелу поганскога класицизма, те старозавјетних библијских текстова (Лирика, 1910; Нове пјесме, 1913), до себи окренута рефлексивног лирика који се почиње затварати у свој унутрашњи свијет (Интима, 1915). Назорова дитирампски распјевана лирика, пуна полета и оптимизма, разликовала се од преовлађујућих песимистичких, суморних расположења у поезији хрватске модерне, али по својој окренутости миту и легенди, па и култу снаге, она се ипак уклапала у слична неоромантичарска струјања европске модерне. Његови прозни радови из модернистичке фазе, с једне стране, наслањају се на прошловековну национално-просвјетитељску традицију (роман Крвави дани, 1908), али с друге стране у њима су видљиви и утицаји нових, модернистичких стилова.
У својим Истарским причама (1913) Назор је остварио срећан компромис између одрађивања националног „дуга“ и уклапања у токове модерне књижевности. У њима је снажно истакнута ауторска национална и социјална ангажованост, али је она исказана на нов, модернији начин, специфичним назоровским мијешањем реалног и фантастичног, док се уплитање фолклорних мотива (у Велом Јожи, Бошкарини и Дивичином граду) подударало с неоромантичним окретањем фолклорној баштини и миту. Њему је одговарала форма поетске алегоријске приче, веома блиске артистичкој бајци Оскара Вајлда и Мауриција Метерлинка, а његова лиричност, склоност према симболу и умјетна декоративност идеално су се поклапале с његовим умјетничким надахнућима, па је својим Истарским причама, посебно онима уврштенима у прво издање збирке Халугица, Албус краљ..., потпуно закорачио у свијет бајковите модернистичке сецесионистичке приче.
Почевши од пјесничких збирки Интима и Пјесни љувене (1915) Назор се све више затварао у свој унутрашњи свијет. У његовом стваралаштву постају доминантне теме унутрашњег прочишћења, самопрегорне жртве и узвишене усамљености, а склоност ка алегоријском исказу све је више била видљива (еп Утва златокрила, 1916; збирка прича Стоимена, 1916; Легенда о светом Христофору, 1922; Пјесме о четири арханђела, 1927). Кроз Назорово стваралаштво можемо пратити мотивско-тематску и стилску повезаност појединих дјела која органски израстају једна из других, а ипак су разнолика, јер је код њега приметна стална тежња за променом. Тако у време кад су у хрватској књижевности постали све доминантнији авангардни стилови, посебно експресионизам, Назор је тражећи нов израз и нове мотиве покушао да слиједи послератни сензибилитет (новела Црвени танк, 1922), али је нове квалитативне домете у свом стваралаштву остварио на другом подручју, окренувши се својим властитим инспирацијама (сјећању на дјетињство на острву и младост) и једноставнијем умјетничком исказу.
Артистичка декоративност и извештаченост, која је карактерисала добар дио новела из његове модернистичке фазе, уступила је мјесто казивању које не зазире од именовања и обликовања лица, ствари и појава, те односа међу њима. Као резултат нових надахнућа и нових умјетничких усмјерења настали су:
- књига поезије Низа од кораља, 1922.
- Приче из дјетињства, 1924. и
- Приче с острва, из града и са планине, 1927. (двије збирке аутобиографске новелистике).

Цриквеничке прозе (Три приповијетке из једног дјечјег дома, 1929; роман Шарко, 1930) тематски и хронолошки значе наставак његовог причања о самом себи. Покушавајући да проговори о себи „сада и овдје“ Назор, међутим, због неких својих унутрашњих кочења, а сигурно и због предуге изолованости и самотњачке удаљености од обичних људи, није успио да обликује квалитетна књижевна остварења. Зато се он поновно окренуо мотивима изван себе, па тридесетих и четрдесетих година у његовој књижевности преовлађују социјалне теме
- Пјесме о брату Гавану и секи Сиромаштини, 1931; циклус фељтонским стилом писаних новела о сиротињи са загребачке периферије *Загребачке новеле, 1942),

а на подручју стиха доста експериментише, варира разне ритмове и строфе (Десетерци, 1930; Топуске елегије, 1933).
Уз то, почиње да пише дневничке записе, путописе, студије и есеје о домаћим и страним ауторима, о проблемима версификације (О хрватском једанаестерцу 1838—1900, 1935), бави се преводилаштвом, преправља стара дјела, с великим амбицијама пише роман о вишемиленијумској историји родног острва (Пастир Лода, 1938, 1939), али његове креативне могућности као да су до краја биле исцрпљене.

## С Партизанима
Прикључивши се партизанима, Назор је ревитализовао креативни опус, уносећи нове теме и интонацију:
- Пјесме партизанке, 1944.
- Дневник С партизанима, 1945. Поред дневника Драгојла Дудића и Владимира Дедијера, један од најпознатијих партизанских дневника

Истина, ту има и доста меланхоличних стихова који не могу одољети озбиљнијој критици, но треба рећи да је и то излив Назоровог бујног медитеранског темперамента и виталистичког заноса. Треба напоменути да је то раздобље у којем је Назор дао и неке од својих најбољих стихова националне тематике (Хрватски језик, 1944), не упавши у мелодраматски патос.
Владимир Назор се истакао и као преводилац с неколико језика (Данте, Шекспир, Хајне...).